# Alain-Foechterle-Erich-Dilger-Brücke
Die Alain-Foechterle-Erich-Dilger-Brücke ist eine Straßenbrücke am Oberrhein über den Rhein. Sie ist zusammen mit den Brücken über die Staustufe und Doppelschleuse Fessenheim Teil einer Gemeindeverbindungsstraße zwischen dem badischen Hartheim am Rhein und dem elsässischen Fessenheim.
Die Gemeinden gehören zum grenzüberschreitenden örtlichen Zweckverband Mittelhardt-Oberrhein, der 1998 gegründet wurde und sich unter anderem als Ziel die Errichtung eines Rheinübergangs zwischen Hartheim am Rhein und Fessenheim gesetzt hatte. Zudem führen sie seit 1993 eine Jumelage.
Das rund 4,4 Millionen Euro teure Bauwerk hat zwei Fahrstreifen. Der eine ist Fußgängern und Radfahrern vorbehalten, der andere ampelgesteuert und für Kraftfahrzeuge bis 3,5 Tonnen Gesamtgewicht vorgesehen. Etwa 500 Fahrzeuge täglich benutzen die Brücke.
Die 210 Meter lange und 6,85 Meter breite Balkenbrücke ist eine Stahlverbundkonstruktion mit fünf Feldern. Sie hat Stützweiten von 30 Metern bei den beidseitigen Randfeldern und von 50 Metern bei den übrigen drei Innenfeldern.

## Geschichte
Der Grundsteinlegung für den kommunalen Brückenbau war am 22. April 2005; am 20. Mai 2006 folgte in Anwesenheit des damaligen französischen Staatspräsidenten Jacques Chirac die Einweihung der Hardtbrücke Erich Dilger. Erich Dilger war Hartheimer Bürgermeister von 1982 bis 2001 und verstarb am 29. Juli 2001 in Mindszent, der ungarischen Partnerstadt von Hartheim.
Im Jahr 2008 wurde zusätzlich der ehemalige Fessenheimer Bürgermeister Alain Foechterle (1989–2008)  Namensgeber. Foechterlé selbst war bei der Eröffnung der Brücke im Jahr 2006 anwesend gewesen und war im Jahr 2008 während eines Neujahrsempfangs der Gemeinde an einem Herzinfarkt verstorben.
Seit 18. Juni 2010 ist die Brücke offizieller Teil des Jakobsweges nach Santiago de Compostela.
2011 plante der Zweckverband die Errichtung eines deutsch-französischen Dokumentationszentrums, in dem der Brücke als Ausstellungsort zentrale Bedeutung zukommen sollte. Ein Ideenwettbewerb hierzu brachte bis April 2012 vier Vorschläge.
Im Hochsommer 2013 sorgten Hochwasserschäden an einem Sockel des Brückenpfeilers für Verwirrung bezüglich Bedeutung und Folgen.
Während der Grenzschließungen aufgrund der Covid-19-Pandemie war die Brücke im Frühjahr 2020 einige Zeit gesperrt, ebenso wegen des Hochwassers im Februar sowie der Hochwasserkatastrophe im Juli 2021.

## Film
Unter dieser Brücke auf deutscher Seite spielte eine Eingangsszene des Filmes Tag der Wahrheit, wo eine Leiche angeschwemmt wurde.